# The X Factor
| Críticas profissionais | Críticas profissionais |
| Avaliações da crítica  | Avaliações da crítica  |
| Fonte                  | Avaliação              |
| ---------------------- | ---------------------- |
| Allmusic               | link                   |

The X Factor é o décimo álbum de estúdio da banda de heavy metal Iron Maiden, lançado em 2 de outubro de 1995. Este álbum foi o primeiro do Iron Maiden com o vocalista Blaze Bayley (Wolfsbane), escolhido por Steve Harris após lembrar-se de uma apresentação do cantor numa abertura de um show do Iron Maiden anos antes. Bayley entrou no lugar do Bruce Dickinson, que deixou a banda para se dedicar a seu trabalho solo.
O álbum tem um tom mais sombrio do que os primeiros nove lançamentos da banda, devido às letras serem baseadas em questões pessoais em torno de Steve Harris na época, que estava se divorciando. Isso se reflete na arte da capa, que representa graficamente o mascote da banda, Eddie, sendo vivissecado por uma máquina. Estes fatores acabaram combinando com o estilo vocal de Blaze. O nome The X Factor tem duas inspirações: a primeira vem do algarismo romano "X" significar dez, sendo o décimo álbum da banda, e o Fator X ter sido, de acordo com o produtor Nigel Green, a entrada do novo e dedicado vocalista.

## O álbum

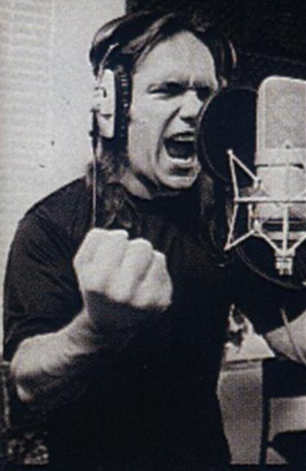
Este é o primeiro álbum da banda com o vocalista Blaze Bayley.

The X Factor é o segundo álbum (além de Piece of Mind) cujo título não vem de nenhuma das faixas, e é o primeiro álbum cujo título não é encontrado na letra de nenhuma das músicas.
A capa foi criada pelo artista Hugh Syme. Em alguns lançamentos, a capa foi trocada por outra com imagens menos explícitas, mostrando Eddie à distância, enquanto a imagem original foi colocada na última página do livreto. A ideia de trazer o mascote Eddie como uma figura "real" (ele sempre foi retratado como um desenho) foi do guitarrista Dave Murray.
O álbum também é diferente porque a banda produziu composições que acabaram por não entrar no álbum. "Justice of the Peace" e "Judgement Day" reapareceram na coletânea Best of the B'Sides e na caixa Eddie's Archive, com exceção "I Live My Way". As três foram lançadas na época como lado B.

## Faixas
| N.º            | Título                       | Compositor(es)       | Duração |  |
| 1.             | "Sign of the Cross"          | Steve Harris         | 11:17   |  |
| 2.             | "Lord of the Flies"          | Harris, Janick Gers  | 5:03    |  |
| 3.             | "Man on the Edge"            | Blaze Bayley, Gers   | 4:13    |  |
| 4.             | "Fortunes of War"            | Harris               | 7:23    |  |
| 5.             | "Look for the Truth"         | Harris, Bayley, Gers | 5:10    |  |
| 6.             | "The Aftermath"              | Harris, Bayley, Gers | 6:20    |  |
| 7.             | "Judgement of Heaven"        | Harris               | 5:12    |  |
| 8.             | "Blood on the World's Hands" | Harris               | 5:57    |  |
| 9.             | "The Edge of Darkness"       | Harris, Bayley, Gers | 6:39    |  |
| 10.            | "2 A.M."                     | Harris, Bayley, Gers | 5:37    |  |
| 11.            | "The Unbeliever"             | Harris, Gers         | 8:10    |  |
| Duração total: | Duração total:               | Duração total:       | 71:01   |  |

| Disco bônus no Japão |                        |                      |         |  |
| N.º                  | Título                 | Compositor(es)       | Duração |  |
| 1.                   | "Justice of the Peace" | Harris, Dave Murray  | 3:33    |  |
| 2.                   | "I Live My Way"        | Harris, Bayley, Gers | 3:48    |  |
| 3.                   | "Judgement Day"        | Bayley, Gers         | 4:04    |  |

## Integrantes
Iron Maiden
- Blaze Bayley – Vocais
- Steve Harris – Baixo
- Dave Murray – Guitarra
- Janick Gers – Guitarra
- Nicko McBrain – Bateria

Outros músicos
- Michael Kenney –Teclados
- The Xpression Choir – Cantos Gregorianos (Faixa 1)

Produção
- Nigel Green – engenharia, mixagem e produção
- Ronal Whelan – masterização

## Desempenho comercial
| País               | Parada musical (1995)       | Posição nas paradas |
| ------------------ | --------------------------- | ------------------- |
| Áustria            | Ö3 Austria Top 40           | 19                  |
| Bélgica (Flanders) | Ultratop                    | 19                  |
| Bélgica (Wallonia) | Ultratop                    | 8                   |
| Finlândia          | The Official Finnish Charts | 2                   |
| Alemanha           | Media Control Charts        | 16                  |
| Japão              | Oricon                      | 17                  |
| Países Baixos      | MegaCharts                  | 29                  |
| Noruega            | VG-lista                    | 25                  |
| Suécia             | Sverigetopplistan           | 4                   |
| Suíça              | Swiss Hitparade             | 27                  |
| Reino Unido        | Official Albums Chart       | 8                   |
| Estados Unidos     | Billboard 200               | 147                 |

| Single            | Parada musical (1995)   | Posição nas paradas |
| ----------------- | ----------------------- | ------------------- |
| "Man on the Edge" | Finnish Singles Chart   | 1                   |
| "Man on the Edge" | French Singles Chart    | 33                  |
| "Man on the Edge" | Norwegian Singles Chart | 18                  |
| "Man on the Edge" | Swedish Singles Chart   | 23                  |
| "Man on the Edge" | UK Singles Chart        | 10                  |